# Арси Харју
Арси Илари Харју (фин. Arsi Ilari Harju; Курика, 18. март 1974) бивши је фински атлетичар који се такмичио у дисциплини бацање кугле. Освојио је златну медаљу на Летњим олимпијским играма 2000. хицем од 21,29. У квалификацијама је поставио свој лични рекорд од 21,39.